# Кегель, Иоганн Карл Эренфрид
Иоганн Карл Эренфрид Кегель (нем. Johann Karl Ehrenfried Kegel; 3 октября 1784, Раммельбург (ныне часть Мансфельда), курфюршество Саксония, — 25 июня 1863, Одесса, Российская империя) — немецкий агроном и исследователь Камчатки.
Зимой 1826/27 года приехал в Россию.
В 1841-47 годах пересек Камчатку с целью её описания и изучения условий для ведения сельского хозяйства. В отчете о путешествии описал природу и население полуострова. Работы изданы посмертно.